# Kuća fresaka
Kuća fresaka je ustanova u Draguću.
Kuća istarskih fresaka je projekt rekonstrukcije i prenamjene zgrade stare škole u Draguću. 2011. godine ispred crkve svetog Roka u Draguću potpisano je pismo namjere.
Izgradnja je i prenamjena izvedena je putem programa prekogranične suradnje Europske unije Revitas II, u suradnji sa Slovenijom. Ovaj se projekt odnosi se nadgradnju revitalizacije istarskog zaleđa i turizma u istarskom zaleđu. Izveden je u okviru Operativnog programa Slovenija-Hrvatska 2007. do 2013. godine. Parneri projekta su: iz Slovenije Grad Kopar (vodeći partner), Općina Izola i Općina Piran i iz Hrvatske Istarska županija, Turistička zajednica Istarske županije, Grad Buzet te Grad Vodnjan.
Ima galerijski i rezidencijalni prostor.
Nalazi se na trima etažama. Informacijsko mjesto je u prizemlju, kongresna je dvorana na prvome katu, a na drugome je katu za stanovanje i rad istraživača, znanstvenika ili umjetnika koji će boraviti i raditi ovdje. U kući fresaka održavat će se međunarodne likovne kolonije, radionice na temu fresko slikarstva, izložba radova, znanstveno-stručni skupovi iz područja zidnog slikarstva, predavanja na temu restauracije i dr.
Svečano je otvorena petak 26. lipnja 2015. godine.

## Vanjske poveznice
- Kanal TV Istra, YouTube Prilog: Zaživjela Kuća fresaka u Draguću